# Vélu
Vélu település Franciaországban, Pas-de-Calais megyében. Lakosainak száma 130 fő (2022. január 1.). Vélu Beaumetz-lès-Cambrai, Bertincourt, Haplincourt és Lebucquière községekkel határos.

## Népesség
A település népessége az elmúlt években az alábbi módon változott:
| Lakosok száma | 138  | 137  | 136  | 135  | 134  | 133  | 132  | 132  | 130  |
|               | 2013 | 2015 | 2016 | 2017 | 2018 | 2019 | 2020 | 2021 | 2022 |